# Love and Rage
Love & Rage —en España, Amor y odio— es una película británico-irlandesa-alemana de 1998, dirigida por Cathal Black y protagonizada Greta Scacchi, Daniel Craig y Stephen Dillane.

Está basada en la novela The Playboy and the Yellow Lady (1986) de James Carney.
Una obra de obsesión romántica con un giro violento, Amor y odio, inspirada en hechos reales y parcialmente filmada en la casa donde los acontecimientos reales ocurrieron, se estrenó directamente en el mercado de vídeo y DVD.

## Argumento
Ambientada en la Isla Achill, Irlanda, 1896. James Lynchehaun (Daniel Craig) es un campesino irlandés muy inteligente y taimado. Agnes MacDonnell (Greta Scacchi) es una inglesa divorciada, rica e independiente que se involucra íntimamente con Lynchehaun cuando él se las arregla para ser el administrador de su propiedad, “The Valley House”.
Amor y odio es la adaptación de una novela basada en hechos reales escrita por James Carney, The Playboy and the Yellow Woman. El antihéroe de la historia, Lynchehaun, que también sirvió de inspiración a John Millington Synge para su obra The Playboy of the Western World (1907), es descrito en ella como "el hombre que le arrancó la nariz de un mordisco a la Dama de Amarillo”. James Joyce también mencionó a James Lynchehaun en su célebre Ulises.
La película se rodó en la casa de la Isla de Achill, en el Condado de Mayo, donde tuvieron lugar los acontecimientos en la vida real. Agnes MacDonnell, el personaje interpretado por Greta Scacchi, continuó viviendo en la isla hasta su muerte en 1926 y llevaba una placa de plata sobre su nariz y un velo sobre su rostro para ocultar la horrible desfiguración causada por el ataque de Lynchehaun. Este se identificó como miembro de la Hermandad Republicana Irlandesa y alegó que su ataque estaba motivado por razones políticas. Condenado a cadena perpetua, siete años más tarde logró escapar de la cárcel en Irlanda y huyó a Estados Unidos, donde, a pesar de los esfuerzos del gobierno británico, el Tribunal Supremo se negó a extraditarlo por considerar que su ataque a Agnes era un delito político. Para los estadounidenses, los británicos y, sobre todo, los espectadores de Irlanda, la película mantiene una gran relevancia política.

## Reparto
- Greta Scacchi es Agnes MacDonnell.
- Daniel Craig es James Lynchehaun.
- Stephen Dillane es Dr. Croly
- Valerie Edmond es Biddy.
- Donal Donnelly es Sweeney.